# Ahrenviölfeld
Ahrenviölfeld est une commune allemande de l'arrondissement de Frise-du-Nord, dans le Land de Schleswig-Holstein.